# 무신 알 람리
무신 알 람리(Muhsin Al-Ramli محسن الرملي)는 이라크 출신의 작가, 시인, 번역가, 학자이다 아랍어와 스페인어의 저서를 가지고 있다. 1967년 이라크에서 태어났으며 1995년 이후 스페인에 거주하고 있다. 철학과 문학에 박사 학위가 있으며, 스페인어 어학을 전공하였다.

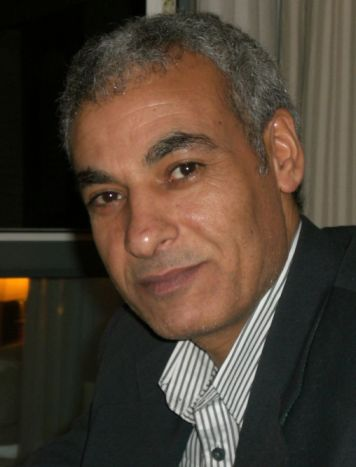
무신 알 람리 Muhsin Al-Ramli

## 책
- 다음 세기에서 온 선물 (단편), 1995.
- 티그리스 강 저멀리서 온 종이 (단편) 1998.
- 흩어진 빵가루 (소설) 1999년, 영어판은 알칸소상 수상 (미국) 2002.
- 즐거운 밤 폭격 (이야기) 2003.
- 우리는 모든 응답의 과부 (시) 2005.
- 날짜의 손가락 (소설) 2008년, 2010년 아랍 소설 상 수상 (Booker).